# Dick and Dee Dee
Dick and Dee Dee war ein US-amerikanisches Popmusikduo, das in den 1960er Jahren mehrere erfolgreiche Schallplatten veröffentlichte.

## Biografie
Das Duo wurde 1961 von den High-School-Studenten Dick St. John Gostine (geboren 1944 als Richard Gostine in Santa Monica, Kalifornien; gestorben am 27. Dezember 2003 in Los Angeles) und Dee Dee Sperling (geboren 1945 als Mary Sperling in Santa Monica) gegründet. Zuvor hatte sich Gostine bereits als Songschreiber betätigt und einige Soloschallplatten besungen. 1961 wollten Dick und Dee Dee den von Dick geschriebenen Titel The Mountain's High auf Platte veröffentlichen. Zunächst versuchten sie es bei Dicks Plattenfirma Rona, welcher der Titel jedoch nicht in das Programm passte. Das kleine Hollywood-Label Lama fand sich schließlich bereit, The Mountain's High als Single zu veröffentlichen. Als sich abzeichnete, dass die Platte ein Erfolg werden würde, kaufte die große Plattenfirma Liberty die Rechte an The Mountain's High auf und veröffentlichte den Song zusammen mit dem Titel I Want Someone im Sommer 1961 unter der Katalognummer 55350. The Mountain's High entwickelte sich wie erwartet zu einem großen Erfolg, bei Billboard stieg der Titel in den Hot 100 bis zum Platz 2 auf.
Das Duo Dick and Dee Dee blieb auch in den nächsten Jahren erfolgreich, bis 1965 platzierten sich insgesamt acht Titel in den Hot 100. Ab Oktober 1962 veröffentlichten sie ihre Platten bei Warner Bros. Records. Dort erschien auch ihr letzter großer Erfolg Thou Shalt Not Steal, der 1964 Platz 13 in den Hot 100 erreichte. Letzter Höhepunkt der Karriere von Dick and Dee Dee war eine Tournee zusammen mit den Beach Boys und den Rolling Stones Mitte der 1960er Jahre. 1968 gab es noch einmal einen Wechsel zum Plattenlabel Dot, wo auch 1969 die letzte Dick-and-Dee-Dee-Single Do I Love You / You Came Back to Haunt Me veröffentlicht wurde.
Danach trennten sich Dick Gostine und Dee Dee Sperling und beide heirateten unterschiedliche Partner. Dick trat später zusammen mit seiner Frau in Revival Shows auf, 1993 schrieben beide das Rock & Roll Cookbook. Dick starb am 27. Dezember 2003 an den Folgen eines häuslichen Unfalls. 
Dee Dee hatte bereits während ihrer Gesangskarriere als Journalistin gearbeitet. Sie veröffentlichte 2007 ihre Memoiren unter dem Titel Vinyl Highway. 2008 trat sie zusammen mit Michael Dunn ebenfalls in einer Revival Show mit alten Dick-and-Dee-Dee-Songs auf.

## Billboard Hot 100
| Jahr | Titel                       | Hot 100 |
| ---- | --------------------------- | ------- |
| 1961 | The Mountain's High         | 02.     |
| 1962 | Tell Me                     | 22.     |
| 1963 | Young and in Love           | 17.     |
| 1963 | Where Did the Good Times Go | 93.     |
| 1963 | Turn Around                 | 27.     |
| 1964 | All My Trials               | 89.     |
| 1964 | Thou Shalt Not Steal        | 13.     |
| 1965 | Be My Baby                  | 87.     |

## Diskografie
| Titel                                                      | Kat.Nr.      | veröffentl. |
| ---------------------------------------------------------- | ------------ | ----------- |
|                                                            | Liberty      |             |
| The Mountain's High / I Want Someone                       | 55350        | 7/1961      |
| Goodbye to Love / Swing Low                                | 55382        | 10/1961     |
| Tell Me / Will You Always Love Me                          | 55412        | 2/1962      |
| All I Want / Life's Just a Play                            | 55478        | 7/1962      |
|                                                            | Warner Bros. |             |
| My Lonely Self / The River Took My Baby                    | 5320         | 10/1962     |
| Young And In Love / Say to Me                              | 5342         | 2/1963      |
| Chug a Chug / Love ist Once in Lifetime                    | 5364         | 5/1963      |
| Where Did the Good Times Go / Guess Our Love Must Show     | 5383         | 9/1963      |
| Turn Around / Don’t Leave Me                               | 5396         | 10/1963     |
| Don’t Think Twice / All My Trails                          | 5411         | 1/1964      |
| Remember When / You Were Mine                              | 5451         | 7/1964      |
| The Riddle Song / Without Your Love                        | 5470         | 9/1964      |
| Thou Shalt Not Steal / Just 'Round The River Bend          | 5482         | 11/1964     |
| Room 404 / Be My Baby                                      | 5608         | 1/1965      |
| Something Just Stick / When Blue Turns Grey                | 5627         | 4/1965      |
| Vini Vini / World Is Waiting                               | 5652         | 8/1965      |
| Make Up Before We Break Up / Can't Get Enough of Your Love | 5860         | 1966        |
| Long Lonely Nights / I'll Always Be Around                 | 7017         | 1967        |
| One In A Million / Baby, I Need You                        | 7069         | 1967        |
|                                                            | Dot          |             |
| Escape Suite / I'm Not Gonna Get Hung-Up About It          | 17145        | 1968        |
| In the Season of Our Love / We'll Sing in the Sunshine     | 17261        | 1969        |
| Do I Love You / You Came Back to Haunt Me                  | 17305        | 1969        |